# Cheiraster triplacanthus
Cheiraster triplacanthus är en sjöstjärneart som beskrevs av Fisher 1913. Cheiraster triplacanthus ingår i släktet Cheiraster och familjen nålsjöstjärnor. Inga underarter finns listade i Catalogue of Life.